# Svante Janson
Carl Svante Janson, född 21 maj 1955 i Uppsala församling, är en svensk matematiker och professor.
Svante Janson är son till läroverksadjunkten Bo Janson (1933–2004) och Ulla, ogift Klingberg (född 1934). Han kom under tidiga år med föräldrarna till Borlänge i Dalarna. Janson påbörjade korrespondensstudier i matematik på universitetsnivå vid mycket unga år, och antogs som student vid Göteborgs universitet redan i januari 1968, vid 12 års ålder, och vid Uppsala universitet i september 1968, strax efter att han hade fyllt 13. Han blev filosofie kandidat vid Uppsala universitet i februari 1970, filosofie doktor i matematik vid Uppsala universitet i maj 1977 med Lennart Carleson som handledare, och filosofie doktor i matematisk statistik i april 1984 med Carl-Gustav Esseen som handledare.
Han var postdoc vid Institut Mittag-Leffler 1978–1980, var därefter verksam vid Uppsala universitet till 1984, var docent vid Stockholms universitet 1984–1985. 1985–1987 var han tillförordnad professor i matematisk statistisk i Uppsala, och är sedan 1987 professor i matematik vid Uppsala universitet. I december 2009 mottog Janson Eva och Lars Gårdings pris av Kungliga Fysiografiska Sällskapet i Lund.
Jansons forskningsområden är matematisk analys, sannolikhetsteori, kombinatorisk sannolikhet och då särskilt slumpgrafer, samt analys av algoritmer.
Janson blev 1994 ledamot av Kungliga Vetenskapsakademien. Han är även ledamot av Kungliga Vetenskaps-Societeten i Uppsala.
Sveriges Radios Barnaministeriet sände 2016 en dokumentär om Svante Jansons barndom som underbarn.
Svante Janson gifte sig 1986 med Julie White (född 1960) och har med henne en dotter (född 1995).